# Softgarden e-recruiting
 (décembre 2023).
L'article doit être relu — et modifié si nécessaire — par des contributeurs indépendants pour apporter un regard critique aux contributions effectuées en violation des conditions d'utilisation de Wikipédia, tant sur la forme (notamment concernant le style encyclopédique, la proportionnalité) que sur le fond (la neutralité de point de vue, la qualité et l'indépendance des sources).
 (décembre 2023).
softgarden e-recruiting est une entreprise berlinoise qui développe des solutions logicielles de recrutement,,.

## Vue d’ensemble
softgarden a été fondé à Sarrebruck en 2003.
En mars 2014, softgarden fusionne avec 1000jobboersen.de, un service de planification des médias pour les annonces d'emploi. Cette fusion a conduit à la formation de la société combinée, softgarden E-Recruiting, qui a ensuite conclu un financement à "sept chiffres" auprès des investisseurs Cipio Partners et Alexander Brühl,.
En 2018, softgarden est acheté par Investcorp Technology Partners (ITP) dans le cadre de son fonds Investcorp Technology Partners Fund IV.
En 2021, softgarden dévoile sa suite d'acquisition de talents, une gamme d'outils de recrutement incluant son produit phare, un système de suivi des candidats (ATS). Cette suite est conçue pour répondre aux besoins des processus de recrutement d'entreprises, et englobe le sourcing, la mise en valeur de la marque employeur et la gestion des candidats.
En 2021, softgarden a fait l'acquisition de absence.io, enrichissant ainsi sa gamme de produits avec des fonctionnalités telles que le suivi des feuilles de temps, la gestion des congés et des absences, ainsi que la digitalisation de la gestion des ressources humaines,.
En juin 2022, Investcorp Technology Partners (ITP) vend softgarden e-recruiting GmbH à Grupa Pracuj,,,. softgarden était détenue à 98,95 % par Investcorp.
Selon le rapport Fosway 9-Grid (TM) Recruiting Report 2022 and 2023, softgarden est l'un des principaux leaders parmi les fournisseurs européens de suites d'acquisition de talents.